# کیبوتص

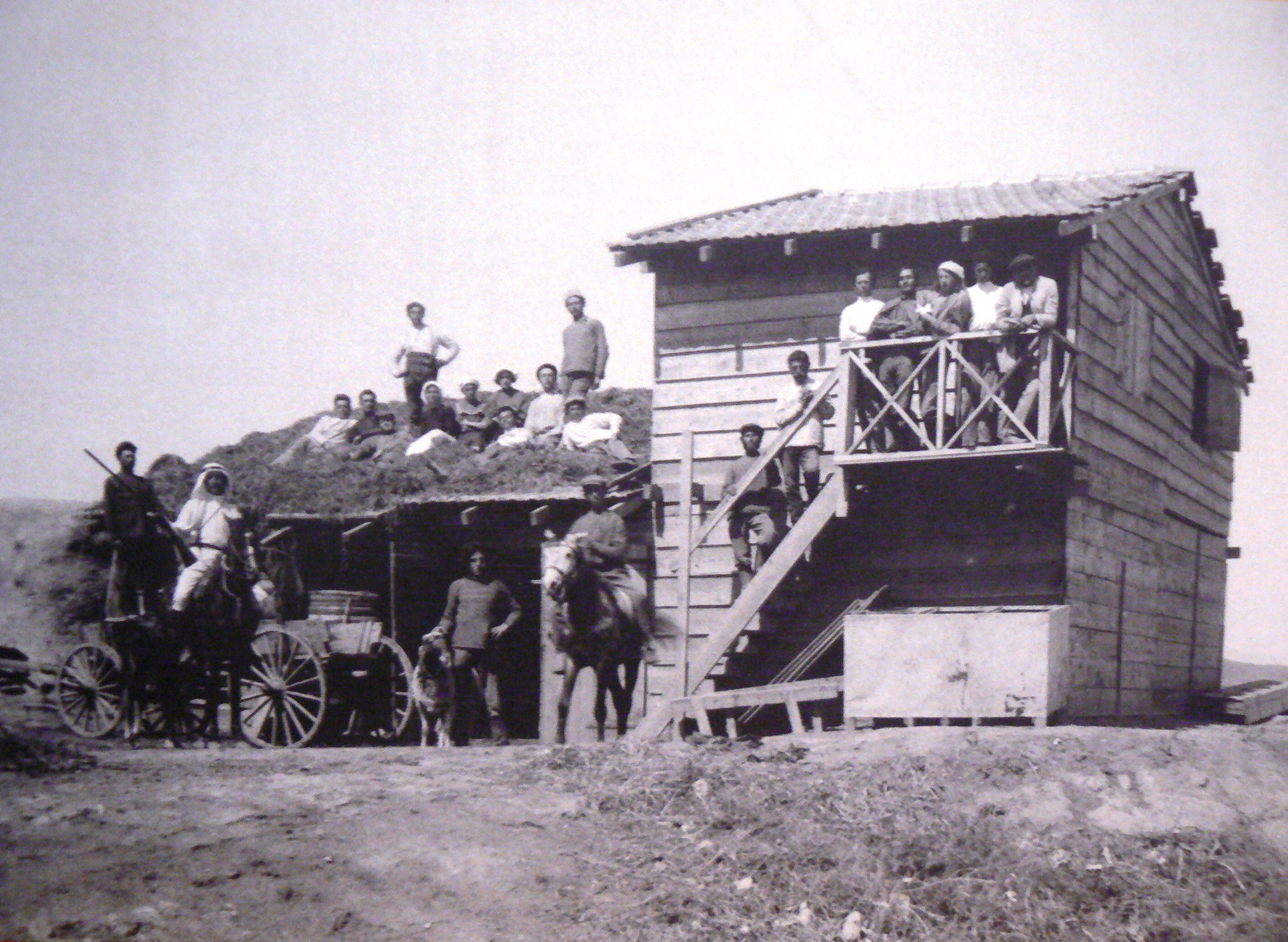
دگنیا اولین کیبوتصی بود که در سرزمین فلسطین عثمانی به وجود آمد.

کیبوتص (عبری: קִבּוּץ / קיבוץ‎؛ به معنی گردهمایی، خوشه‌بندی) یک جامعه هدفمند در اسرائیل است که به‌طور سنتی بر پایه کشاورزی بنا شده است. به عضوی از کیبوتص، کیبوتص‌نیک (عبری: קִבּוּצְנִיק / קיבוצניק‎؛ جمع: kibbutznikim یا kibbutzniks) گفته می‌شود.
کیبوتص‌ها براساس جوامع آرمان‌شهری و ترکیبی از اصول سوسیالیسم و صهیونیسم تأسیس شدند. در دهه‌های اخیر، برخی از کیبوتص‌ها خصوصی شده‌اند و تغییراتی در شیوه زندگی اشتراکی ایجاد شده است.
اولین کیبوتص در سال ۱۹۱۰ تأسیس شد و دگانیا آلف نام داشت. اما امروزه، کشاورزی تا حدودی با سایر شاخه‌های اقتصادی، از جمله کارخانه‌های صنعتی و شرکت‌های فناوری پیشرفته جایگزین شده است.

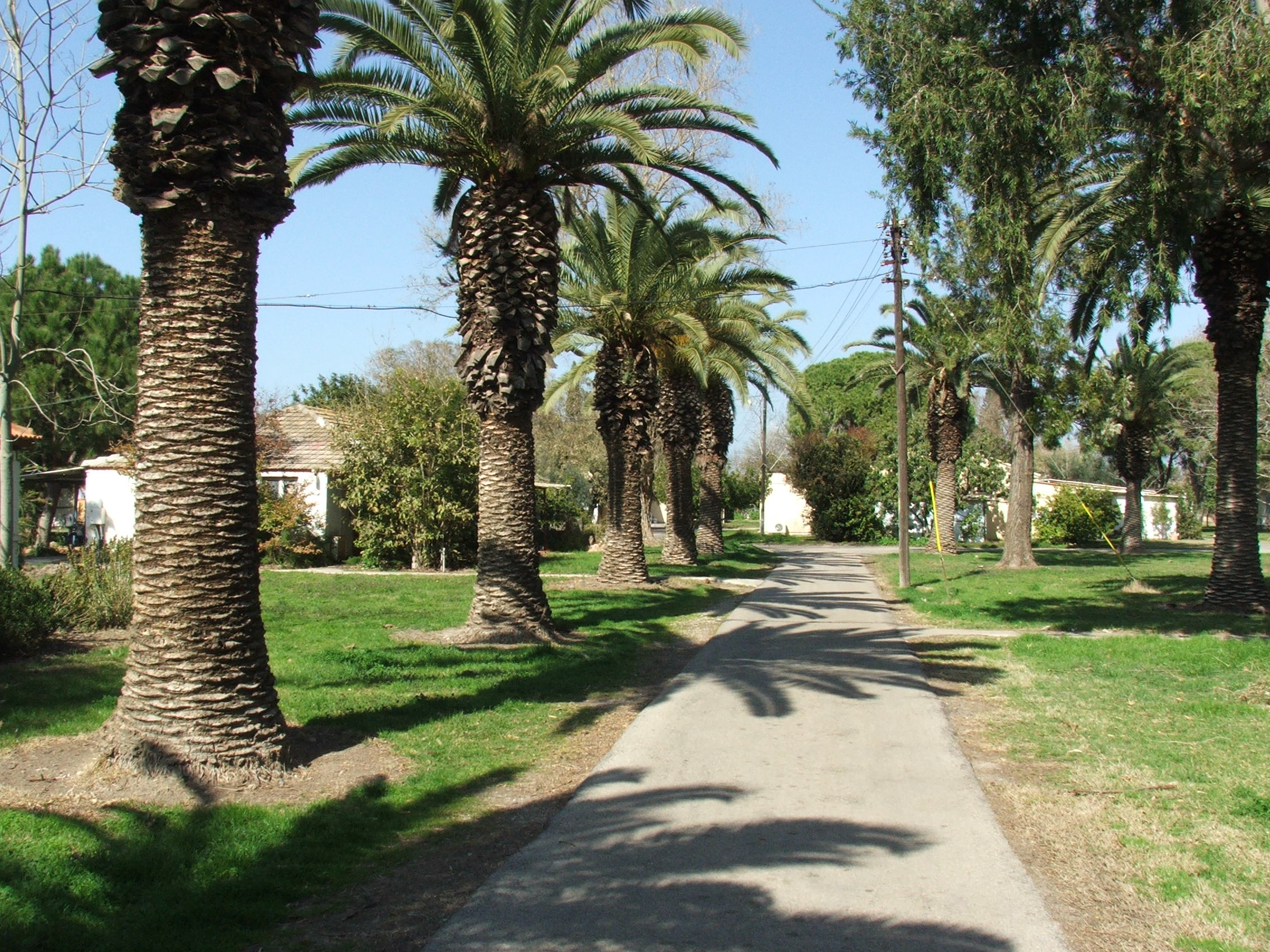
کیبوتص کفار ماساریک در شمال اسرائیل

در سال ۲۰۱۰، ۲۷۰ کیبوتص با مجموع جمعیت ۱۲۶٬۰۰۰ نفر در اسرائیل وجود داشت. کارخانه‌ها و مزارع آنها ۹ درصد از تولید صنعتی اسرائیل به ارزش ۸ میلیارد دلار آمریکا و ۴۰ درصد از تولید کشاورزی آن به ارزش بیش از ۱٫۷ میلیارد دلار آمریکا را تشکیل می‌دهند. برخی از کیبوتص‌ها همچنین صنایع پیشرفته و نظامی قابل توجهی را توسعه داده‌اند. برای مثال، در سال ۲۰۱۰، کیبوتص ساسا با حدود ۲۰۰ عضو، ۸۵۰ میلیون دلار درآمد سالانه از صنعت پلاستیک نظامی خود کسب کرد.
در حال حاضر، کیبوتص‌ها در جنبش کیبوتص سکولار با حدود ۲۳۰ کیبوتص، جنبش کیبوتص مذهبی با ۱۶ کیبوتص و سازمان مذهبی بسیار کوچکتر پوعالی آگودات اسرائیل با ۲ کیبوتص سازماندهی شده‌اند که همه آنها بخشی از جنبش گسترده‌تر شهرک‌سازی‌های اشتراکی هستند.

## تاریخچه
اولین کیبوتص‌ها

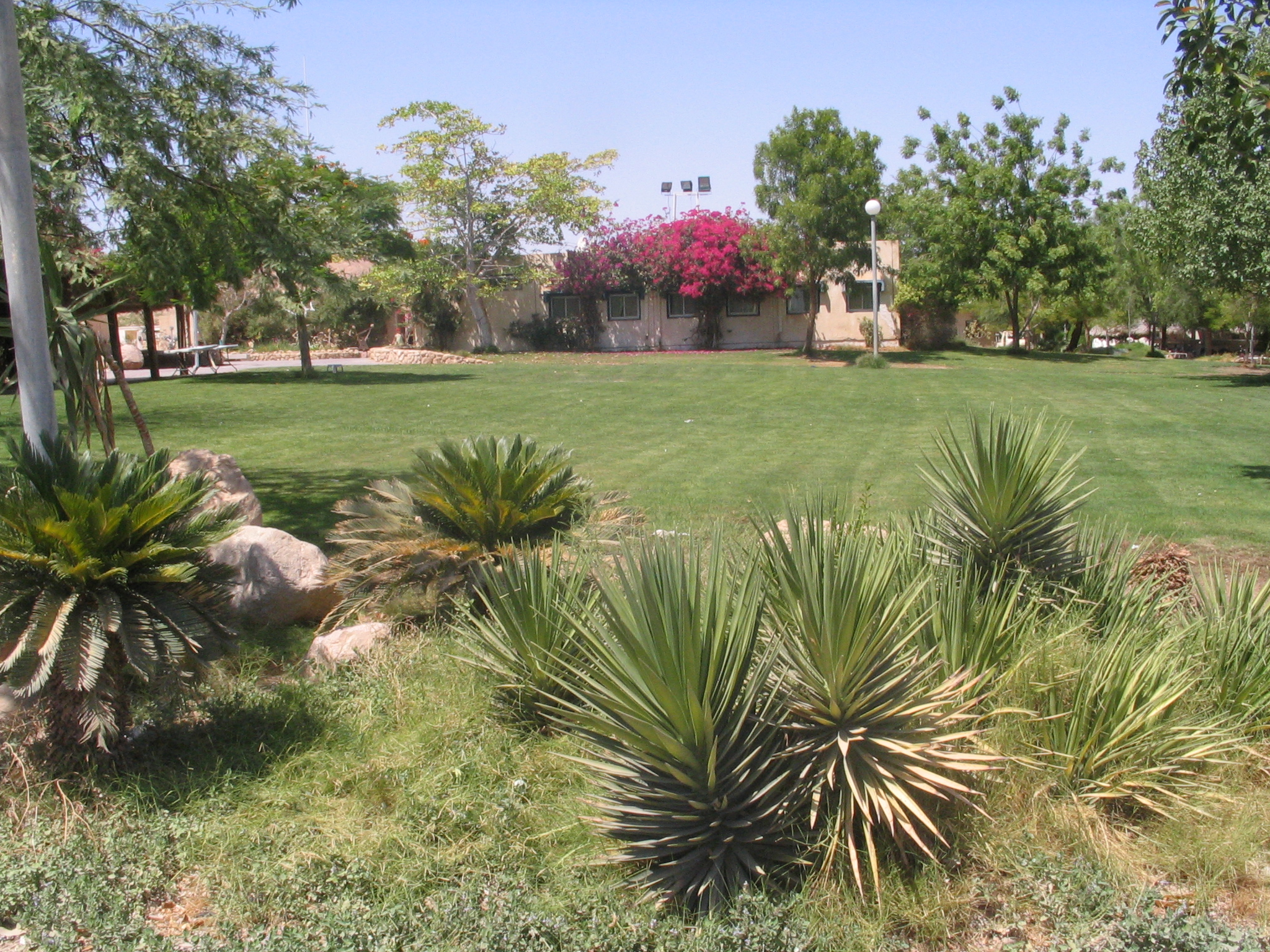
کیبوتص لوتان

کیبوتص‌ها توسط اعضای جنبش بیلو که به فلسطین مهاجرت کرده بودند، تأسیس شدند. مانند اعضای علیای اول که قبل از آنها آمدند و روستاهای کشاورزی ایجاد کردند، اکثر اعضای علیای دوم قصد داشتند کشاورز شوند. این تقریباً تنها شغلی بود که در اقتصاد کشاورزی فلسطین عثمانی در دسترس بود.
اولین کیبوتص، دگانیا آلف بود که در سال ۱۹۱۰ تأسیس شد.
برخی از بنیانگذاران جنبش کیبوتص در اسرائیل از آرمان‌های اسپارتای باستان، به ویژه در آموزش و زندگی جمعی، تأثیر پذیرفته بودند.

یوسف باراتس، یکی از پیشگامان جنبش کیبوتص، کتابی در مورد تجربیات خود نوشت.
ما به اندازه کافی از کار روی زمین خوشحال بودیم، اما بیشتر و بیشتر مطمئن می‌شدیم که شیوه‌های سکونت‌های قدیمی برای ما نیست. این راهی نبود که ما امیدوار بودیم کشور را آباد کنیم - این روش قدیمی که یهودیان در مقام بالاتر و عرب‌ها کارگران آنها باشند. به هر حال، ما فکر می‌کردیم که اصلاً نباید کارفرمایان و کارمندی وجود داشته باشد. باید راه بهتری وجود داشته باشد.
فلسطین عثمانی محیط زیست بسیار خشنی داشت. جلیل باتلاقی، کوه‌های جبال الخلیل صخره‌ای و جنوب کشور، صحرای نگب قرار داشت. برای چالش برانگیزتر کردن اوضاع، اکثر شهرک‌نشینان هیچ تجربه کشاورزی قبلی نداشتند. شرایط بهداشتی نیز ضعیف و مالاریا، تیفوس و وبا همه‌گیر بود. بادیه‌نشینان به کشتزارها و مناطق مسکونی حمله می‌کردند. خرابکاری در کانال‌های آبیاری و سوزاندن محصولات نیز امری رایج بود.
زندگی جمعی منطقی‌ترین راه برای امنیت در سرزمینی ناخوشایند بود. علاوه بر ملاحظات ایمنی، تأسیس یک مزرعه یک پروژه سرمایه‌بر بود. بنیانگذاران کیبوتص‌ها به‌طور جمعی منابع لازم برای ایجاد چیزی ماندگار را داشتند، در حالی که به‌طور مستقل چنین منابعی را نداشتند.
در نهایت، زمین توسط جامعه بزرگتر یهودی خریداری شد. از سراسر جهان، یهودیان سکه‌هایی را در صندوق ملی یهود معروف‌به «جعبه‌های آبی» برای خرید زمین در فلسطین می‌انداختند. در سال ۱۹۰۹، باراتس، همراه با نه مرد و دو زن در انتهای جنوبی دریاچه طبریه در نزدیکی روستای عربی ام جونی/جونی مستقر شدند. این نوجوانان تا آن زمان به عنوان کارگران روزمزد در تبدیل تالابها به زمین‌های کشاورزی قابل کشت، بنایی و کارگران ساده مشغول فعالیت بودند. رؤیای آنها اکنون کار برای خودشان و آباد کردن زمین بود. آنها جامعه خود را «کواتزت دگانیا» (به معنای «جمع‌گرایی گندم» یا «جامعه حبوبات») نامیدند که اکنون دگانیا آلف نام دارد.
بنیانگذاران دگانیا کارهای سخت و طاقت‌فرسایی را تحمل کردند. یکی از پیشگامان نوشته است: «بدن له می‌شود، پاها از کار می‌افتند، سر درد می‌گیرد، خورشید می‌سوزاند و ضعیف می‌کند.» گاهی، نیمی از اعضای کیبوتص نمی‌توانستند در محل کار حاضر شوند و بسیاری آنجا را ترک کردند. با وجود این سختی‌ها، در سال ۱۹۱۴، دگانیا پنجاه عضو داشت. کیبوتص‌های دیگر نیز در اطراف دریاچه طبریه و دره مرج ابن عامر در نزدیکی آن تأسیس شدند.

### در دوران قیمومیت بریتانیا
سقوط امپراتوری عثمانی در پایان جنگ جهانی اول و پس از آن ورود بریتانیایی‌ها، سودهایی برای جامعه یهودی فلسطین و کیبوتص‌های آن به همراه داشت. مقامات عثمانی مهاجرت به فلسطین را دشوار و خرید زمین را محدود کرده بودند. افزایش یهودی‌ستیزی در اروپای شرقی بسیاری از یهودیان را به فرار از اروپای شرقی وادار کرد بود. برای فرار از کشتارها، ده‌ها هزار یهودی روسی در اوایل دهه ۱۹۲۰ در موج مهاجرتی به نام علیای سوم به فلسطین مهاجرت کردند.
حرکات جوانان یهودی صهیونیست در دهه ۱۹۲۰ شکوفا شد، از جنبش‌های راست‌گرا مانند بیتار تا گروه‌های سوسیالیست چپ‌گرا مانند درور، بریت هالم، کادیمه، حببونیم و هاشومر هاتزایر. برخلاف کسانی که به عنوان بخشی از علیای دوم آمدند، این اعضای گروه‌های جوانان قبل از مهاجرت، آموزش کشاورزی داشتند. اعضای علیای دوم و سوم نیز کمتر احتمال داشت که روس باشند، زیرا پس از انقلاب روسیه، مهاجرت از روسیه بسته شد. یهودیان اروپایی که بین دو جنگ جهانی در کیبوتص‌ها مستقر شدند از کشورهای دیگر اروپای شرقی از جمله آلمان بودند.
در روزهای اولیه، جلسات همگانی به مسائل عملی و جدی تر محدود می‌شد، اما در دهه‌های ۱۹۲۰ و ۱۹۳۰، آنها غیررسمی تر شدند. به جای ملاقات در سالن غذاخوری، گروه دور آتش می‌نشستند، جلسه با رقص گروهی آغاز می‌شد. زنی که جوانی خود را در یک کیبوتص در ساحل دریاچه طبریه به یاد می‌آورد،

می‌گوید:
اوه، چقدر زیبا بود زمانی که همه ما در بحث‌ها شرکت می‌کردیم، شب‌هایی بود که به دنبال یکدیگر بودیم - این همان چیزی است که من آن شب‌های مقدس می‌نامم. در لحظات سکوت، به نظرم می‌رسید که از هر قلبی جرقه‌ای بیرون می‌زند و جرقه‌ها در یک شعله بزرگ متحد می‌شوند که آسمان را نفوذ می‌کند … در مرکز اردوگاه ما آتش می‌سوزد و زیر وزن هورا (نوعی رقص اسرائیلی)، زمین ناله‌ای ریتمیک می‌کشد، همراه با آهنگ‌های وحشیانه.
کیبوتص‌هایی که در دهه ۱۹۲۰ تأسیس شدند، تمایل داشتند بزرگتر از کیبوتص‌هایی مانند دگانیا باشند که قبل از جنگ جهانی اول تأسیس شده بودند. دگانیا در زمان تأسیس دوازده عضو داشت، در حالی که عین هرود که فقط یک دهه بعد تأسیس شد، با ۲۱۵ عضو آغاز شد.
کیبوتص‌ها در دهه‌های ۱۹۳۰ و ۱۹۴۰ رشد و شکوفایی زیادی داشتند. در سال ۱۹۲۲، ۷۰۰ نفر در کیبوتص‌های فلسطین زندگی می‌کردند. در سال ۱۹۲۷، این تعداد به ۲۰۰۰ نفر رسید. با آغاز جنگ جهانی دوم، ۲۴۱۰۵ نفر در ۷۹ کیبوتص زندگی می‌کردند که ۵ درصد از جمعیت یهودی فلسطین تحت قیمومیت بریتانیا را تشکیل می‌دادند. در سال ۱۹۵۰، این تعداد به ۶۵۰۰۰ نفر رسید که ۷٫۵ درصد از جمعیت را تشکیل می‌دادند. در سال ۱۹۸۹، جمعیت کیبوتص‌ها به ۱۲۹۰۰۰ نفر رسید که بیشترین میزان بود. تا سال ۲۰۱۰، این تعداد به حدود ۱۰۰۰۰۰ نفر کاهش یافت و تعداد کیبوتص‌ها در اسرائیل به ۲۷۰ رسید.

## پس از تأسیس دولت

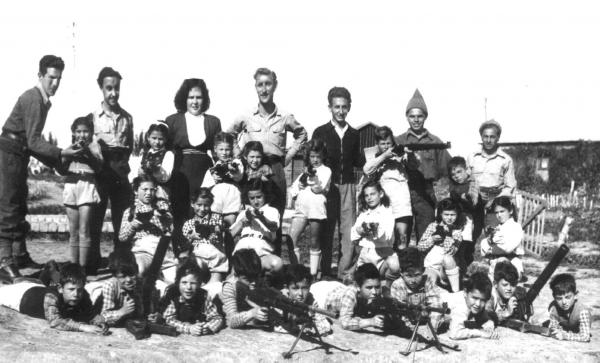
بچه‌های کیبوتص با اعضای تیپ ۴۸ گیواتی

پس از تأسیس اسرائیل و سیل پناهندگان یهودی از اروپا و جهان عرب، چالش‌ها و فرصت‌هایی را برای کیبوتص‌ها به همراه داشت. موج مهاجران به کیبوتص‌ها فرصتی برای گسترش با استفاده از اعضای جدید و نیروی کار ارزان قیمت داد، اما همچنین به این معنی بود که کیبوتص‌های اشکنازی باید خود را با یهودیانی وفق دهند که پیشینه آنها بسیار متفاوت از پیشینه آنها بود. تا دهه ۱۹۵۰، تقریباً همه اعضای کیبوتص از اروپای شرقی بودند که از نظر فرهنگی با یهودیان مراکش، تونس و عراق متفاوت بودند. بسیاری از کیبوتص‌ها یهودیان مزراحی را به عنوان کارگر استخدام می‌کردند، اما تمایل کمتری به اعطای عضویت به آنها داشتند.
اختلافات ایدئولوژیکی نیز بسیار گسترده بود، که منجر به شکاف‌های دردناک، گاهی حتی در سطح تعاونی‌های فردی، و به قطبی‌سازی و دشمنی میان اعضای آنها شد. اسرائیل در ابتدا توسط هر دو کشور ایالات متحده و اتحاد جماهیر شوروی به رسمیت شناخته شد. اسرائیل در سه سال اول حیات خود عضو جنبش عدم تعهد بود، اما دیوید بن گوریون به تدریج شروع به جانبداری از غرب کرد. این پرسش که اسرائیل باید کدام سمت جنگ سرد را انتخاب کند، شکاف‌هایی را در جنبش کیبوتص ایجاد کرد. مسئله اینکه اسرائیل باید کدام طرف جنگ سرد را انتخاب کند، منجر به ایجاد شکاف در جنبش کیبوتص شد. سالن‌های غذاخوری بر اساس سیاست‌ها جداسازی شدند و حتی چند کیبوتص، اعضای مارکسیست خود را از دست دادند. پس از دادگاه اسلانسکی در چکسواکی، که در آن یعقوب فوگل یکی از اعضای هاشومر هاتزایر (یک جنبش پیشگام صهیونیست بود که در اوایل قرن بیستم در شرق اروپا تأسیس شد) در پراگ به جاسوسی برای غرب و توطئه علیه دولت چکسلواکی متهم شد و محکوم به اعدام شد. محاکمه فوگل برای صهیونیست‌ها یک شوک بزرگ بود. این محاکمه نشان داد که اتحاد جماهیر شوروی، که صهیونیست‌ها آن را متحد خود می‌دانستند، حاضر است برای حفظ منافع خود، حتی متحدان صهیونیست خود را نیز قربانی کند.
بحث دیگری مربوط به توافق غرامت بین اسرائیل و آلمان غربی بود. آیا اعضای کیبوتص باید درآمد حاصل از یک فقدان بسیار شخصی، مانند غرامت هولوکاست، را تحویل کیبوتص دهند؟ اگر به بازماندگان هولوکاست اجازه داده شود تا غرامت خود را نگه دارند، این چه معنایی برای اصل برابری در کیبوتص خواهد داشت؟ بسیاری از کیبوتص‌ها تصمیم گرفتند که به بازماندگان هولوکاست اجازه دهند تا تمام یا بخشی از غرامت خود را نگه دارند. این تصمیم برای حفظ اصل برابری در کیبوتص گرفته شد، زیرا غرامت هولوکاست به عنوان یک خسارت شخصی تلقی می‌شد. کیبوتص‌هایی که غرامت هولوکاست را از اعضای خود دریافت می‌کردند، از این پول برای توسعه ساختمان و فعالیت‌های تفریحی استفاده می‌کردند. این امر به نفع همه اعضای کیبوتص، از جمله بازماندگان هولوکاست بود.
انشعاب بین گروه‌های مختلف جنبش کیبوتص بین سال‌های ۱۹۴۸ و ۱۹۵۴ رخ داد، زمانی که سرانجام سه فدراسیون کیبوتص به وجود آمد که هر کدام با یک حزب کارگر متفاوت همسو بودند: ایخود با حزب مپای، محاد با حزب آحدوت هاآوودا و آرتزی با حزی ماپام همسو بودند.
هر یک از این فدراسیون‌ها دارای ایدئولوژی و ساختار متفاوتی بودند. ایخود فدراسیونی محافظه کارتر بود که بر حفظ ارزش‌های سنتی کیبوتص تأکید می‌کرد. محاد فدراسیونی میانه روتر بود که بر توسعه کیبوتص‌ها به عنوان جوامع مدرن تأکید می‌کرد. آرتزی فدراسیونی رادیکال تر بود که بر اهمیت برابری اجتماعی و عدالت اقتصادی تأکید می‌کرد.
کیبوتص‌ها در چند دهه اول پس از استقلال از پیشرفت مداوم و تدریجی در سطح زندگی خود لذت بردند. در دهه ۱۹۶۰، استاندارد زندگی کیبوتص‌ها سریعتر از جمعیت عمومی اسرائیل بهبود یافت. بیشتر استخرهای کیبوتص‌ها مربوط به دهه ۱۹۶۰ است.
اعضای کیبوتص‌ها نقش مهمی در دفاع از اسرائیل ایفا کرده‌اند. کیبوتص‌ها معمولاً در مناطق مرزی قرار دارند و بعضی اعضای آنها در نیروهای دفاعی اسرائیل خدمت کرده‌اند. دهه‌های ۱۹۵۰ و ۱۹۶۰، کیبوتص‌های توسط گروهی از نیروهای دفاعی اسرائیل به نام ناحال تأسیس شدند. ناحال یک گروه نظامی-میهنی است که در سال ۱۹۴۸ تأسیس شد. این گروه وظیفه دارد تا از مرزهای اسرائیل محافظت کند و همچنین به توسعه و آبادانی مناطق مرزی کمک کند. بسیاری از کیبوتص‌های ناحال در دهه‌های ۱۹۵۰ و ۱۹۶۰ در مرزهای اسرائیل تأسیس شدند مرزهای که از لحاظ امنیتی ناامن و نفوذپذیر بودند. کیبوتص‌های ناحال نوع خاصی از کیبوتص هستند که به منظور توسعه و دفاع از مرزهای اسرائیل تأسیس شدند. این کیبوتص‌ها توسط سربازان وظیفه اسرائیلی تأسیس و اداره می‌شدند. کیبوتص‌های ناحال نقش مهمی در توسعه و دفاع از اسرائیل در اوایل تأسیس این کشور ایفا کردند. در جنگ شش روزه، زمانی که اسرائیل ۸۰۰ سرباز خود را از دست داد، ۲۰۰ نفر از آنها از اعضای کیبوتص بودند.
اعتباری که اعضای کیبوتص‌ها در اسرائیل در دهه ۱۹۶۰ از آن برخوردار بودند در کنست منعکس شد. اگرچه تنها ۴ درصد از اسرائیلی‌ها اعضای کیبوتص بودند، کیبوتص‌ها ۱۵ درصد اعضای پارلمان اسرائیل را تشکیل می‌دادند.
در اواخر دهه ۱۹۷۰، به نظر می‌رسید کیبوتص‌ها از هر نظر در حال پیشرفت هستند. اعضای کیبوتص‌ها مشاغل طبقه کارگر یا حتی دهقان‌ها را انجام می‌دادند، اما از سبک زندگی طبقه متوسط لذت می‌بردند.